# Аколит
Аколи́т (лат. acolythus, от др.-греч. ἀκόλουθος — неразлучный спутник, помощник), аколут, аколуф — первоначально малый чин духовенства — помощник епископа или пресвитера, а впоследствии церковнослужитель-мирянин в Римско-католической церкви, который выполняет определённое литургическое служение. В обязанности аколита входят зажжение и ношение свечей, подготовка хлеба и вина для евхаристического освящения, а также ряд других функций; аколит может быть также экстраординарным служителем евхаристии (по специальному благословению преподавать Причастие верующим). Аналогичны алтарникам в Православной церкви.
Впервые аколиты упоминаются в Риме и Северной Африке в середине III века, однако возможно, что их появление относится ещё ко II веку. О них пишет Евсевий Кесарийский в Церковной истории (кн.6). Аколиты существовали только в рамках западной литургической традиции, на Востоке их не было. Исторически аколиты причислялись к малым чинам клира (лат. ordines minores), к числу которых кроме них принадлежали остиарии, чтецы и экзорцисты.
После II Ватиканского собора аколиты были исключены из состава клира и причислены наряду с чтецами к так называемым «поставленным служителям» (лат. ministantes assumpti). Служение аколитов определено в motu proprio папы Павла VI Ministeria quaedam от 15 августа 1972 года и в инструкции Конгрегации богослужения и таинств Immensae caritatis от 29 января 1973 года. Согласно кодексу канонического права поставление в аколиты должно совершаться епископом (хотя и не является таинством священства). Часто аколиты, чтецы, а также рядовые миряне, прислуживающие священнику на мессе, объединяются общим термином министранты. В традиционалистических общинах (например, в Братстве Святого Петра) институт аколитата сохраняется в дореформенном виде.